# Chromis retrofasciata
Chromis retrofasciata es una especie de peces de la familia Pomacentridae en el orden de los Perciformes.

## Morfología
Los machos pueden llegar alcanzar los 4 cm de longitud total.

## Hábitat
Pacífico occidental: Indonesia a Fiji, al norte a las islas Ryukyu, al sur a Nueva Caledonia.  Grabado recientemente desde Tonga

## Distribución geográfica
Se encuentra en el Pacífico occidental.